# Schoenus sinensis
Schoenus sinensis är en halvgräsart som beskrevs av Hand.-mazz. Schoenus sinensis ingår i släktet axagssläktet, och familjen halvgräs. Inga underarter finns listade i Catalogue of Life.